# ستايسي لونغ (لاعب كرة قدم أمريكية)
ستايسي لونغ (بالإنجليزية: Stacy Long)‏ هو لاعب كرة قدم أمريكية أمريكي، ولد في 7 سبتمبر 1971.